# Mše v Bolseně
Mše v Bolseně, také Bolsenská mše (italsky Messa di Bolsena) je název renesanční fresky, namalované v Římě v letech 1512–1514 italským renesančním umělcem Raffaelem Santim.
Freska vznikla jako součást výmalby Heliodorovy síně, třetího ze čtyř Raffaelových sálů v Apoštolském paláci ve Vatikánu, kterou u Raffaela objednal papež Julius II. Reflektuje události z bolsenského kostela svaté Kristýny, u jejíhož oltáře došlo k eucharistickému zázraku při mešní celebraci kanovníka Vyšehradské kapituly Petra z Prahy.

## Námět a ikonografie

### Mše svatá v Bolseně
Při pouti českého kněze Petra z Prahy, kanovníka Vyšehradské kapituly, který si chtěl poutí do Říma v roce 1263 vyprosit osvobození od svých pochybností při transsubstanciaci, došlo v italské Bolseně k církevní události (tzv. Mše v Bolseně, sloužená v kostele svaté Kristýny Bolsenské). Během pozdvihování mu hostie v rukou začala krvácet, což uviděli všichni přítomní věřící, a povšimli si, že Kristova krev kape na oltářní menzu, vsákla se do oltářní pokrývky korporálu i do kamenné desky. Případ se stal předmětem církevního i světského zkoumání.), která vyvracela pochybnosti dotyčného kněze o přítomnosti Krista v hostii. Kněz o tom podal zprávu papeži, který byl právě v blízkém Orvietu. Papež Urban IV. dal celou událost prozkoumat a roku 1264 ustanovil eucharistický svátek pro celou církev. Zavedení svátku zdůvodnil ve své bule Transiturus, kde rozvinul nauku o eucharistii jako oběti i jako hostině. Krátce nato papež zemřel, což rozšíření svátku opozdilo. Až Klement V. na koncilu ve Vienně (1311–1312) zavedení svátku připomenul. Teprve nástupce Klementa V. Jan XXII. zveřejněním buly Transiturus v klementinských dekretáliích se zasloužil o celocírkevní rozšíření Slavnosti Těla a Krve Páně (Slavnost Těla a Krve Páně). V letech 1357–1364 Bolsenskou mši zachytil malíř Ugolino di Prete Ilario na freskách v katedrále v Orvietu, tento vzor později použil Raffael Santi právě při malbě Mše v Bolseně v Heliodorově stancii Apoštolského paláce ve Vatikánu. Na tvorbě bohoslužebných textů pro slavnost se významnou měrou podílel teolog sv. Tomáš Akvinský. Klasická nauka o přepodstatnění je obsažena v jeho hymnu Lauda Sion Salvatorem (Sióne chval Spasitele) a dokládá způsob, jakým se složité teologické formulace dostávaly do povědomí křesťanské veřejnosti třeba ve formě umělecky hodnotné poezie. Dalšími texty složenými pro nově vzniklý svátek k užití při liturgii hodin (denní modlitbě církve obsažené v breviáři) a bohoslužbě jsou Adoro te devote, Verbum supernum prodiens (O salutaris hostia), Pange lingua gloriosi corporis mysterium (Tantum ergo) a Sacris solemniis (Panis angelicus).
Pro relikvii zvanou Plátno z Bolseny dal papež vystavět katedrálu Nanebevzetí Panny Marie v Orvietu, kde je korporál s krvavými skvrnami dosud uctíván jako relikvie a v gotickém věžovém relikviáři z let 1333–1337 je vystaven v tamní dómské klenotnici.

### Ikonografie
Celebrující kněz je Petr z Prahy. Vpravo klečí papež Julius II. Čtyři kardinálové jsou Raffaele Riario, Tommaso Riario, Agostino Spinola a papežův synovec Leonardo Grosso della Rovere. Mezi švýcarskými gardisty se nachází autoportrét Raffaela Santiho. Vlevo mezi ženami je portrét nemanželské dcery papeže Julia II., Felice della Rovere. Ostatní osoby jsou příbuzní papeže Julia II.  a dokládají tak jeho kritizovaný nepotismus.

## Galerie

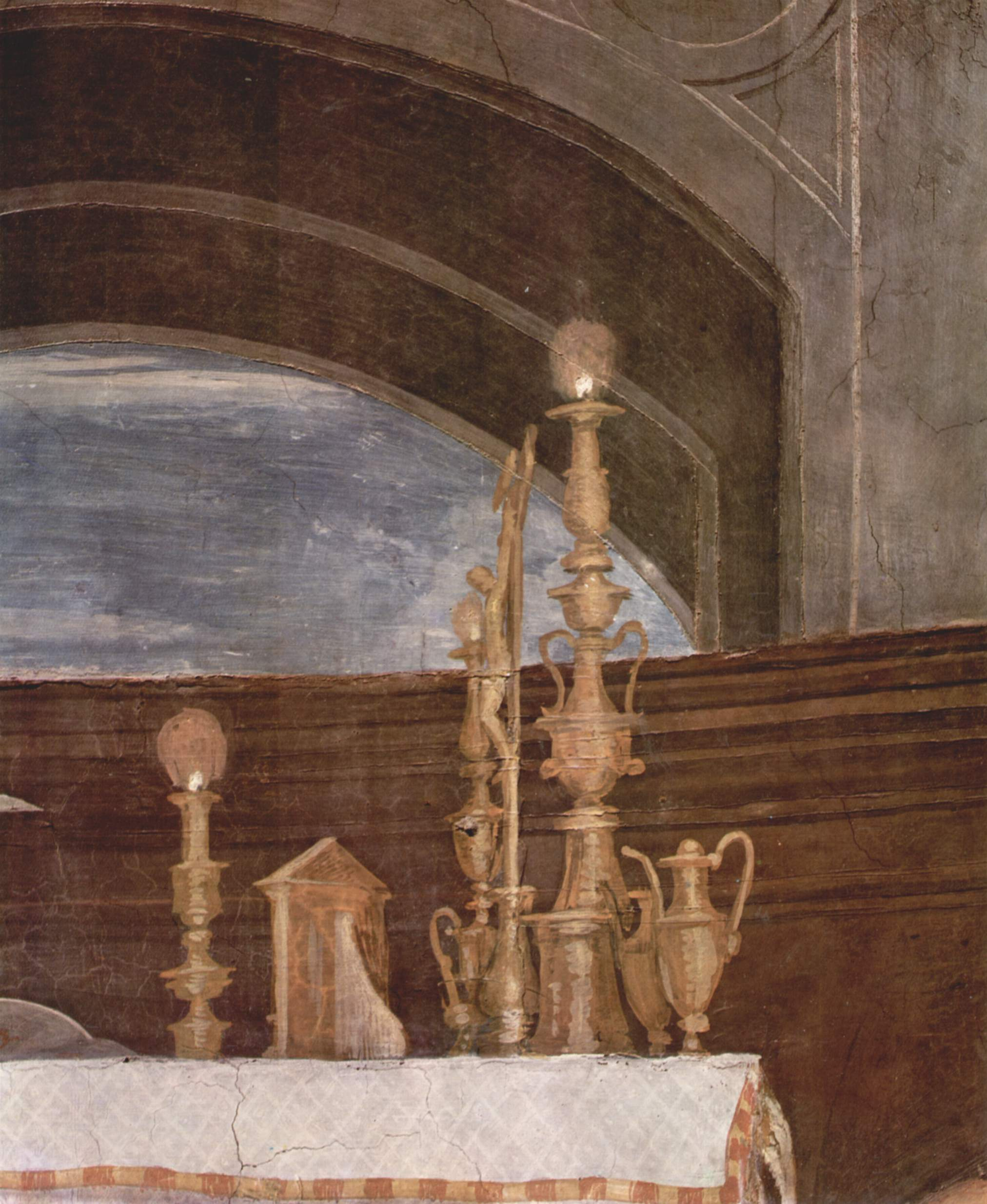
Oltář
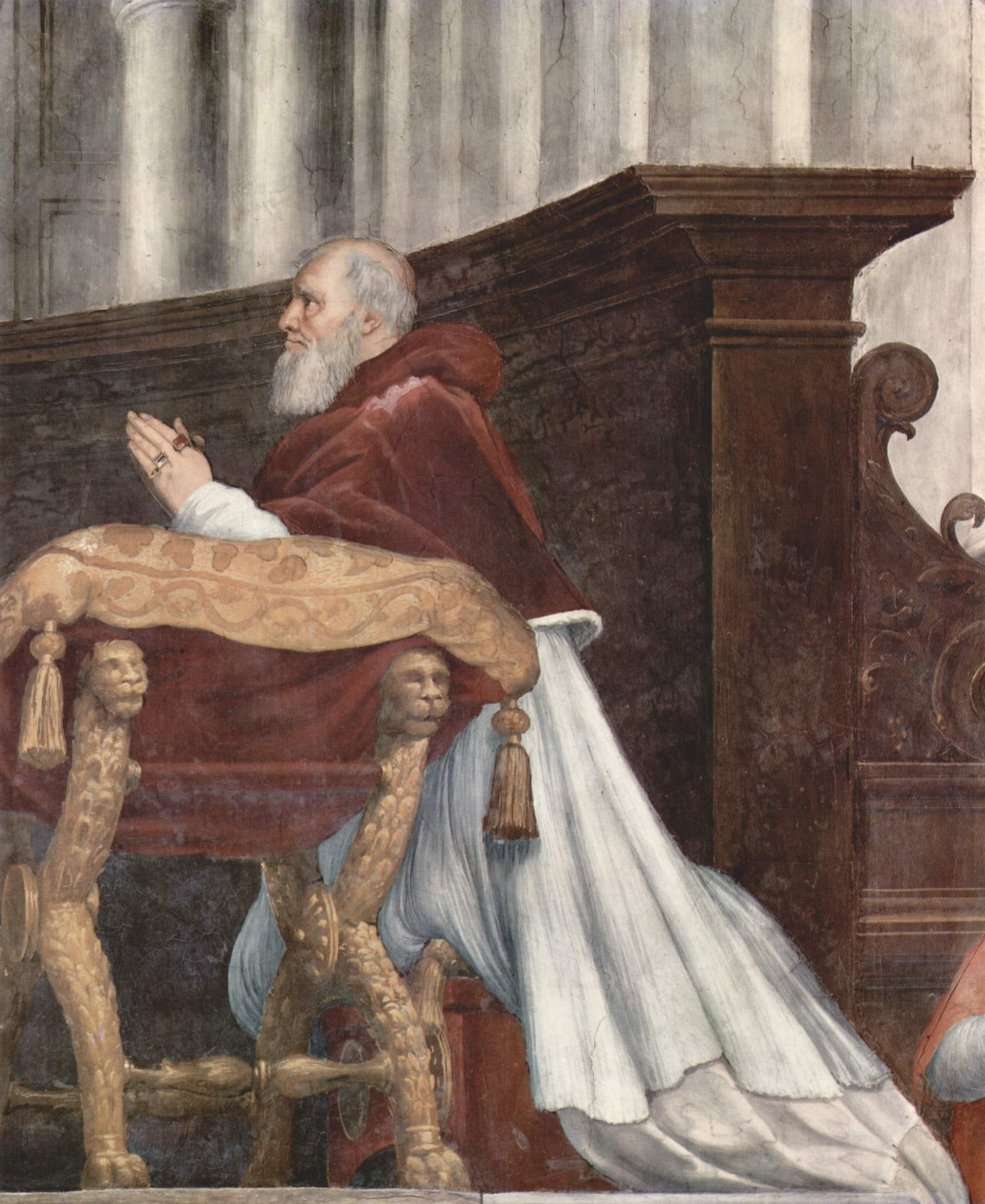
Papež Julius II.
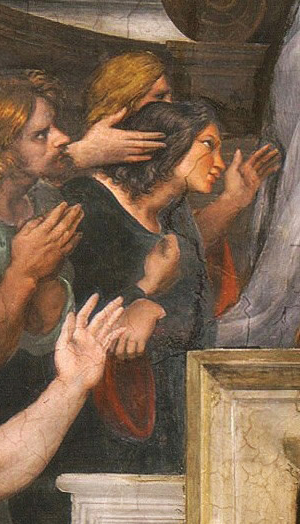
Felice della Rovere
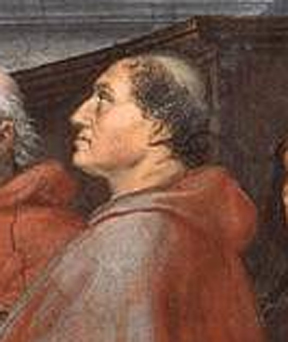
Kardinál Rafael Riario
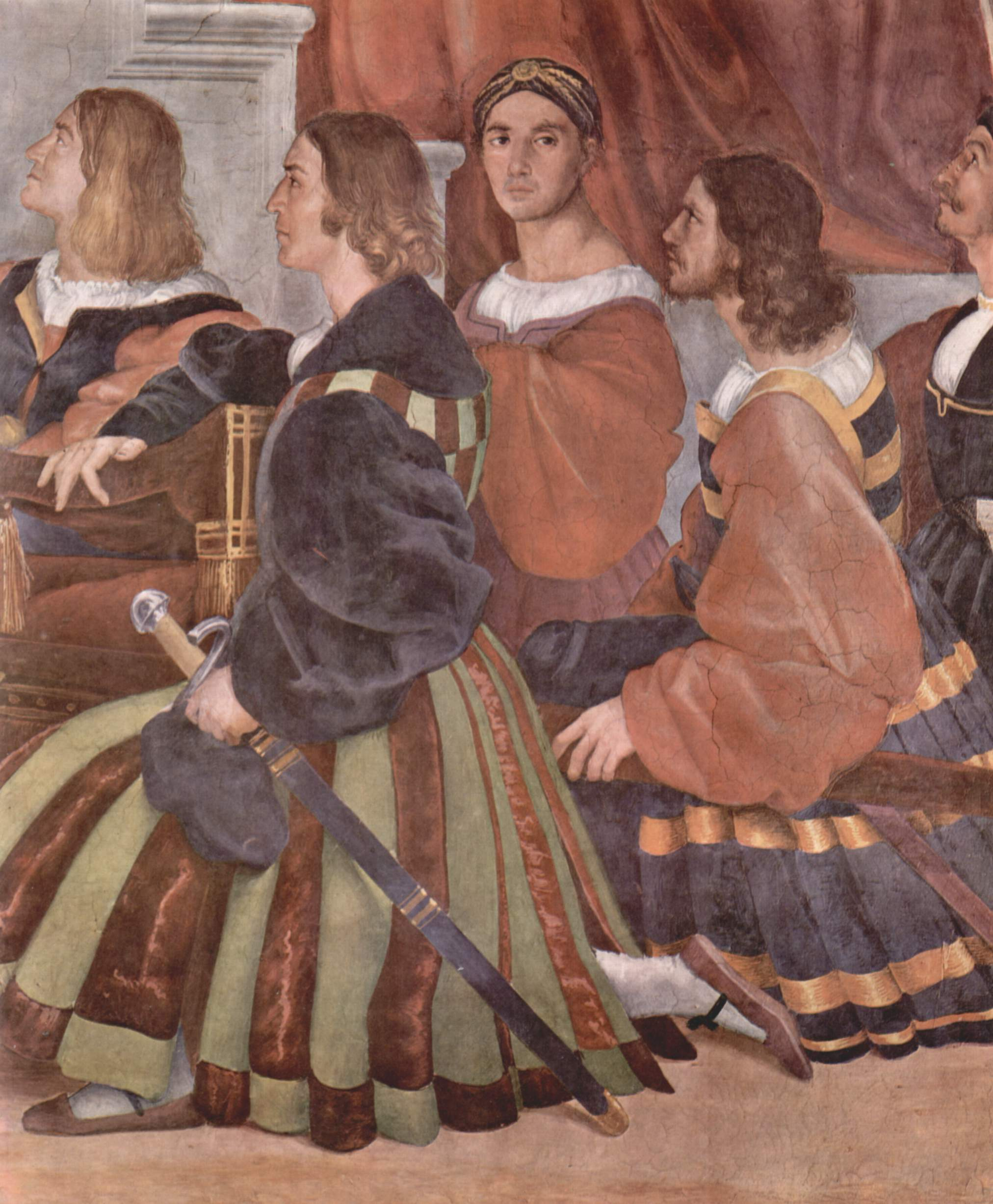
Raffaelův autoportrét (uprostřed)
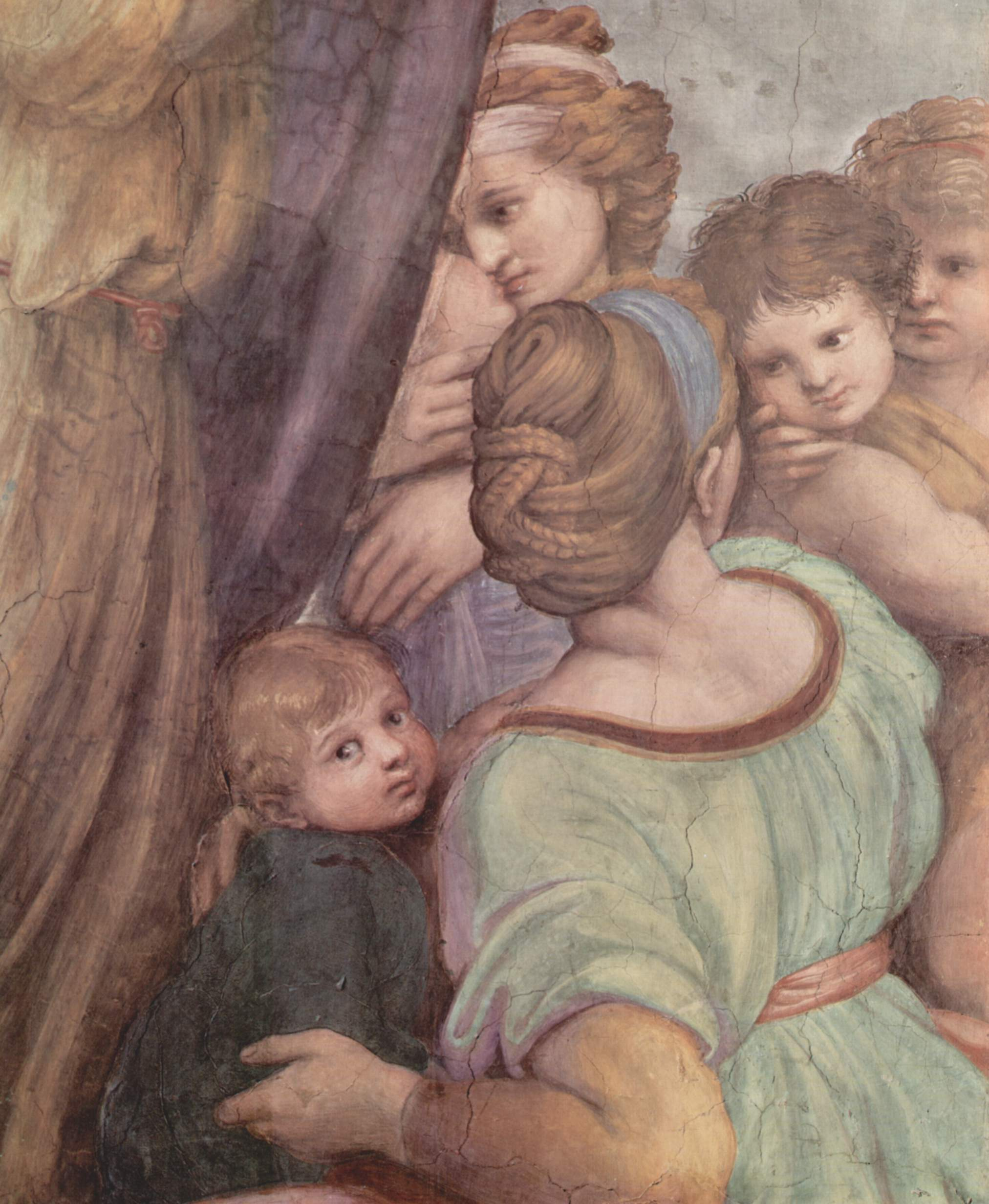
Tři matky s dětmi